# Countdown to Infinite Crisis
Countdown to Infinite Crisis é uma edição especial publicada pela DC Comics e início oficial do arco de histórias que nos levaria diretamente a "Infinite Crisis". Foi publicada em 30 de Março de 2005 e rapidamente esgotada, foi para uma segunda tiragem. Quando foi publicada pela primeira vez, a capa da revista mostrava Batman segurando um cadáver oculto em sombras, para não estragar a surpresa de quem morreria. Para a segunda tiragem, as sombras foram removidas revelando a identidade do cadáver. Durante a fase inicial o quadrinhos foi intitulado Contagem Regressiva DC (DC Countdown) para adiar a revelação de uma vindoura crise. 
Countdown to Infinite Crisis foi um especial de quadrinhos de 80 páginas originalmente vendido a 1 dólar, preço muito menor do que normalmente seria para um quadrinhos de 80 páginas, no entanto, a segunda impressão foi fixada em 2 dólares. Quanto à parte criativa, o roteiro foi co-escrito por Geoff Johns, Greg Rucka e Judd Winick, enquanto os desenhos foram divididos, geralmente de capítulo em capítulo, entre as equipes de desenhista-arte-final formadas por Rags Morales & Michael Bair, Jesus Saiz & Jimmy Palmiotti, Ivan Reis & Marc Campos, e Phil Jimenez & Andy Lanning. O artista Ed Benes ficou responsável pelos desenhos e arte-final do seu capítulo.
No Brasil, a história foi publicada em edição única pela editora Panini Comics intitulada Contagem Regressiva Para Crise Infinita – Edição Especial em junho de 2006. A edição especial contou com 100 páginas em formato americano e lombada com grampos.

## Sinopse
A trama principal é sobre Ted Kord, super-herói e ex-membro da Liga da Justiça, conhecido como Besouro Azul (Besouro Azul II), investigando um desvio de 20 milhões de dólares dos fundos de sua empresa, a Kord Omniversal, que quase o levou à falência. A maioria dos outros heróis não levam à sério as preocupações de Kord. Somente o Gladiador Dourado, outro super-herói e melhor amigo de Kord, decide ajudá-lo a completar a investigação, mas ele acaba sofrendo um ataque e é hospitalizado. 
Sozinho e sem ajuda, Besouro Azul continua a seguir as pistas que o levam a um castelo nos Alpes Suíços. Ao se infiltrar ele descobre que a fortaleza serve de base para a organização Xeque-Mate. Lá, ele confronta Maxwell Lord, que admite ter usado os arquivos da Ligas da Justiça e o satélite do Batman, o Irmão Um, para vigiar os super-heróis, a quem ele considera uma ameaça para a raça humana. Depois que Kord recusa a unir-se a sua conspiração anti-meta humana, Lord impiedosamente executa-o com um tiro na cabeça.

## Cruzamentos (ou Crossovers)
Contagem Regressiva foi apresentado como uma ponte para os quatros títulos que nos levariam para a Crise, mostrando cada um deles de forma independente em cada capítulo do especial. A trama principal do especial foi essencialmente um longo prólogo para o Projeto OMAC. Os eventos do Dia de Vingança foram prenunciados quando o Besouro encontra o mago Shazam, mas foram feitos sem dicas específicas sobre esse título. A Guerra Rann-Thanagar foi mencionada em uma única página, mas parecia já estar em andamento na história. Os personagens principais de Vilões Unidos foram apresentados em um único capítulo do especial, mas não se conectaram com a trama do Besouro Azul, em momento algum.

## Coleção
Contagem Regressiva foi reeditado nos EUA em trade paperback como parte da coleção do Projeto OMAC, publicado em Novembro de 2005 (ISBN 1-4012-0837-1).